# 마티아스 쿠뢰르
마티아스 쿠뢰르(프랑스어: Mathias Coureur, 1988년 3월 22일 ~ )는 마르티니크의 축구 선수이다. 프랑스 국적도 가지고 있다. 포지션은 윙어이다.

## 클럽 경력
2019년 K리그의 성남 FC에서 활약하였으며, K리그에 등록된 공식 한글 이름은 마티아스이다.
2021년 TTF 1. 리그의 삼순스포르에 입단하였다.

## 수상

### CD 아틀레티코 발레아레스
- 세군다 디비시온 B (그룹 III)

우승 (1회) : 2011-12

### PFC 체르노 모레 바르나
- 불가리아 컵

우승 (1회) : 2014-15
- 불가리아 슈퍼컵

우승 (1회) : 2015